# Parkbronsgroefbij
De parkbronsgroefbij (Halictus tumulorum) is een vliesvleugelig insect uit de familie Halictidae. De wetenschappelijke naam van de soort is gepubliceerd in 1758 door Linnaeus in de tiende editie van Systema naturae.